# Vizurești, Galați
Vizurești este un sat în comuna Buciumeni din județul Galați, Moldova, România.

## Personalități locale
- Anghel Rugină (1913 - 2008), monetarist și economist român de talie mondială, emigrat în Statele Unite ale Americii, profesor la Northeastern University din Boston, statul Massachusetts, membru de onoare al Academiei Române (din 1990).